# Aulo Mânlio Torquato Ático
Aulo Mânlio Torquato Ático (em latim: Aulus Manlius Torquatus Atticus) foi um político da gente Mânlia da República Romana eleito cônsul por duas vezes, em 244 e 241 a.C., com Caio Semprônio Bleso e Quinto Lutácio Cercão respectivamente. Era filho ou neto de Tito Mânlio Torquato, cônsul em 299 a.C.; descendente do grande Tito Mânlio Imperioso Torquato, herói das Segunda Guerra Samnita, e irmão de Tito Mânlio Torquato, cônsul em 235 e 224 a.C..

## Censor (247 a.C.)

Teatro de operações da Primeira Guerra Púnica entre 248 e 241 a.C..
Território siracusano
Território cartaginês
Territórios romanos
1. Amílcar Barca apóia Drépano, que esta sitiada, e saqueia a costa italiana.
2. Amílcar desembarca em monte Ercte.
3. Amílcar muda sua base de monte Ercte para Érice (Eryx).
4. Vitória naval romana nas ilhas Égadas e queda de Drépano. Cartago pede a paz (241 a.C.).

Em 247 a.C., foi eleito censor, mesmo sem ter sido cônsul antes, com Aulo Atílio Calatino.

## Primeiro consulado (244 a.C.)
Foi eleito em 244 a.C., o vigésimo-primeiro ano da Primeira Guerra Púnica, com Caio Semprônio Bleso. Neste ano foi fundada a nova colônia romana em Brundísio. Os dois cônsules continuaram a campanha militar entre romanos e cartagineses, estes sob o comando de Amílcar Barca, perto do Érice, na Sicília.

## Segundo consulado (241 a.C.)
Em 241 a.C., o vigésimo-quarto e último ano da Primeira Guerra Púnica, foi eleito novamente, desta vez com Quinto Lutácio Cercão. Durante seu mandato, derrotou os faliscos, que haviam se revoltado contra Roma. Depois de confiscar metade de seu território, destruiu a capital falisca, Falérios, forçando seus habitantes a mudarem para uma nova localização na planície (menos defensável), recebendo, pela vitória, um triunfo.
Segundo Plínio, um cônsul chamado "Aulo Mânlio Torquato" "morreu repentinamente": além de Torquato Ático, é possível que tenha sido Aulo Mânlio Torquato, o cônsul em 164 a.C..